# Prince Albert Sound
El Prince Albert Sound (inuit: Kangiryuak) és un estret de la regió Inuvik, al sud-oest de l'illa Victòria, als Territoris del Nord-oest, Canadà. És una entrada del golf d'Amundsen. Separa la península de Wollaston de les zones centrals de l'illa. El 14 de maig de 1851 alguns homes de la tripulació de Robert McClure van arribar a la riba nord. Deu dies després John Rae arribà a la riba sud, però els dos grups no van tenir cap mena de contacte.
El Prince Albert Sound fa 277 quilòmetres de llarg per 64 d'amplada.